# Мост дель Индустрия
Мост дель Индустри́я (итал. Ponte dell'Industria; также известен как Желе́зный мост (итал. Ponte di ferro)) ― мост через реку Тибр в Риме, Италия. Соединяет улицы Порто Флювиале и Антонио Пачинотти, расположен в районах Остиэнсе и Портуэнсе.

## Описание
Мост дель Индустрия построен полностью из металла, в металлические балки моста вмонтированы 3 источника света. В длину мост достигает 131 метр, в ширину ― 7,25 метров.

## История
Мост дель Индустрия был построен в 1862―1863 годах бельгийской компанией, чтобы соединить железную дорогу Чивитавеккья―Рим с железнодорожной станцией Термини. Мост достраивался в Великобритании, затем по частям был перевезён в Рим, где был собран и установлен на нынешнее место.
В 1911 году вместе с открытием новой станции Трастевере железнодорожная линия была передвинута на мост Сан-Паоло, расположенный выше по течению Тибра, после чего мост стал пешеходным. 7 апреля 1944 на мосту германскими и итальянскими солдатами были расстреляны 10 женщин в качестве мести за атаку на булочную.
2 октября 2021 года ночью мост был частично повреждён пожаром. 12 декабря мост был отремонтирован и открыт для пешеходного движения.